# Felix Maria Davídek
Felix Maria Davídek (Chrlice, 12 gennaio 1921 – Brno, 16 agosto 1988) è stato un vescovo cattolico cecoslovacco.

## Biografia

### Infanzia e gioventù
Felix Maria Davídek nacque il 12 gennaio 1921 a Chrlice, oggi quartiere di Brno, e venne battezzato a Turany da don Dominik Pecka, allora cappellano, che sarà in seguito suo compagno di prigionia. Suo padre Antonín era farmacista ma poi abbandonò la professione poiché poco redditizia. Nel 1919 si trasferì con la sua famiglia a Přerov dove lavorò nel locale ufficio delle imposte di cui in seguito ne divenne direttore. Sua madre Gabriela Alžběta era un'insegnante di musica. Aveva una sorella, Deboru, e un fratello Lea Antonína, che in età adulta lavorò nel Dipartimento di preistoria dell'Università di Brno.
Felix Maria nacque affetto dalla tubercolosi. Nonostante i problemi di salute, a quattro anni sapeva già suonare il pianoforte. Altri interessi includevano le passeggiate in campagna, la raccolta di rocce e farfalle e la lettura. Dal 1932, con l'inizio degli studi secondari, si dimostrò particolarmente interessato alle scienze naturali e alla medicina. Per la sorpresa di professori e famiglia tuttavia, già a quindici anni decise che non avrebbe studiato medicina ma teologia. Tra il 1940 e il 1945 studiò teologia presso la diocesi di Brno poiché le altre università erano chiuse per la seconda guerra mondiale. Continuò a interessarsi alla medicina e allo studio delle lingue straniere. Scrisse poesie per qualche rivista letteraria che poi pubblicò in quattro raccolte sotto lo pseudonimo di Václav Ara. In questo periodo iniziò ad elaborare l'idea di un'Università Cattolica che permettesse a chiunque di intraprendere gli studi teologici. Ciò era allora impossibile per l'occupazione tedesca e le restrizioni in materia di istruzione secondaria.

### Ministero sacerdotale
Il 29 luglio 1945 fu ordinato presbitero nella cattedrale dei Santi Pietro e Paolo a Brno dal vescovo Stanislav Zela. Nel settembre successivo entrò in servizio nella parrocchia di Horní Štěpánov, un villaggio vicino a Boskovic. In questo periodo meditava di partire come missionario e iniziò quindi a studiare medicina, psicologia, scienze naturali e filosofia all'Università di Brno. Nel 1948 conseguì il dottorato presso la Facoltà di filosofia con una tesi su psicologia del lavoro empirico e psicologia filosofica. Per conseguire il titolo di studio, dopo il febbraio del 1948, fu necessario ottenere il permesso del Comitato locale. Dato che era chiaro che non lo avrebbe ricevuto, dovette recarsi nottetempo in facoltà per firmare i documenti necessari. Questo servì poi da scusa per il suo arresto per attività sovversive.
Qualche tempo dopo istituì l'Atheneum, un istituto che dava agli adolescenti l'opportunità di studiare in preparazione allo studio della teologia con esami esterni al ginnasio. Con la sempre più grande influenza dei comunisti sviluppò la sua idea di fondare un'università cattolica. All'inizio del 1950 creò illegalmente con l'aiuto dei frati domenicani di Olomouc, di alcuni professori simpatizzanti e di sacerdoti la Facoltà di filosofia. Gli studenti della facoltà erano ufficialmente iscritti all'Università di Olomouc anche se in realtà studiavano a Horní Štěpánov. A quel tempo aveva già completato la scuola medica ma, complice la sua situazione politica, non riusciva a superare l'esame di ammissione all'ordine. Su richiesta e con il consenso del medico condotto, che non poteva essere presente regolarmente a Horní Štěpánov, don Davídek lo sostituiva. La sua pratica medica, tuttavia, non incontrò il consenso del vescovo di Brno Karel Skoupý, stanco anche delle continue lamentele da parte delle autorità politiche locali. Nel 1949 lo inviò a Petrovice in sostituzione di un sacerdote malato. Da lì, tuttavia, continuò a fare il pendolare fino a Horní Štěpánov e al suo ateneo, generando così ulteriori tensioni con il vescovo.

### Arresto, prigionia e fuga
Il 22 aprile 1950 lui e due suoi studenti furono arrestati. Tutti e tre vennero portati a Boskovice e tenuti in una scuola locale. Dopo due ore di interrogatorio, gli fu permesso di andare in bagno. Una volta lì aprì la finestra e fuggì nella vicina foresta. Si nascose tra amici e aiutò alcuni dei suoi studenti a emigrare. All'inizio di settembre decise di attraversare illegalmente il confine con l'Austria nei pressi di Nedakonice, un punto che sembrava più sicuro. Vennero però traditi e nel tentativo di attraversare il Thaya, la notte tra il 5 e il 6 settembre, fu catturato ed arrestato. La seconda parte del gruppo riuscì però a espatriare.
Trascorse i successivi ventitré mesi in custodia cautelare. Il 21 marzo 1952 venne celebrato a Brno il processo contro di lui e altri quattordici detenuti. Venne condannato per l'istituzione della scuola privata Atheneum, l'educazione ai sentimenti ostili al sistema democratico, il trattamento improprio delle persone, l'illegale acquisizione del certificato di dottorato e la tentata fuga all'estero a ventiquattro anni di carcere, alla confisca dei suoi beni, a una multa di 10 000 corone e alla perdita dei diritti civili per dieci anni.
Fu internato in varie carceri cecoslovacche. Molto più tardi affermò di aver subito il trattamento peggiore nella prigione di Uherské Hradiště. Secondo la testimonianza di altri detenuti, in carcere si comportò in modo estremamente coraggioso, cercando di istruire gli altri prigionieri tramite l'organizzazione di conferenze segrete da universitari imprigionati e fornendo ai compagni di prigionia adeguata assistenza medica e psicologica. Per questi motivi spesso venne punito. Con altri sacerdoti discusse la forma e l'insegnamento della Chiesa, che voleva realizzare dopo il suo rilascio. Nel febbraio del 1964, dopo quattordici anni di prigione, venne rilasciato.

### Anni dopo il rilascio e studi in seminari
Dopo la sua liberazione cominciò a lavorare nel servizio di disinfezione dell'ospedale pediatrico di Brno.
Immediatamente cominciò a raccogliere attorno a sé possibili collaboratori e anche coloro che erano interessati all'apprendimento, soprattutto tra coloro che negli anni '50 erano stati esclusi dagli studi teologici e che avevano rifiutato di aderire a un percorso di studio controllato dai comunisti nel seminario di Litoměřice e tra gli studenti universitari interessati allo studio della teologia. Nel 1964 elaborò un testo intitolato "Lavoro spirituale specifico" che segnò l'inizio della costruzione di strutture ecclesiastiche segrete.
Alla fine degli anni '60, ispirandosi alla sua esperienza con l'Università Cattolica, con altri colleghi diede il via a regolari seminari serali, notturni e nei fine settimana. Dal 1965 questi incontri ebbero luogo in tutta la Cecoslovacchia (ad esempio a Brno, Kobeřice u Brna, Praga, Košice, Prešov, Poprad, Spišská Nová Ves). Ai seminari notturni partecipavano in genere tra le sei e le venti persone e si concludevano alle due del mattino. Essi avevano al centro la religione, la teoria del controllo, la teoria dell'evoluzione, l'antropologia, il dogma, la teologia morale, la teologia pastorale, la vita religiosa e l'esegesi. L'obiettivo di Davídek non era di presentare le diverse discipline separatamente ma di tentare una sintesi. Le sue lezioni, pur rispettano i tradizionali insegnamenti della Chiesa, erano per certi versi molto originali. Nelle sue lezioni, seguì le idee del prete, filosofo e paleontologo francese Teilhard de Chardin. Offriva inoltre ai suoi ascoltatori una formazione puramente spirituale.
L'obiettivo dei suoi sforzi era di creare un organismo ecclesiale capace di vivere in una situazione di rifiuto senza compromessi e qualsiasi forma di cooperazione con il regime comunista e in secondo luogo preparare i candidati all'ordinazione sacerdotale. In una situazione in cui le sedi episcopali erano in genere vacanti e i vescovi internati o imprigionati, decise di favorire l'ordinazione dei sacerdoti all'estero. Queste ordinazioni si svolsero in un primo momento grazie alla comprensione del vescovo di Görlitz che a sua volta aveva fatto esperienza con le autorità comuniste nel suo soggiorno in Unione Sovietica.

### La consacrazione a vescovo e la formazione di una Chiesa nascosta
Anche al suo più stretto collaboratore Stanislav Krátký e ad altri ex prigionieri politici era proibito viaggiare all'estero, anche nei paesi socialisti. Papa Paolo VI concesse quindi a Jan Blaha di essere segretamente ordinato vescovo. Il giorno successivo, il 29 ottobre 1967, Felix Maria Davídek ricevette da Blaha l'ordinazione episcopale. Da quel momento Davídek avrebbe iniziato a costituire una struttura ecclesiastica parallela e attentamente sorvegliata dai comunisti. Oltre ad una serie di ordinazioni sacerdotali, dopo l'agosto del 1968, quando con l'occupazione sovietica seguita alla Primavera di Praga ci si aspettava la detenzione e la deportazione dei leader degli ecclesiastici e il completamento della distruzione della Chiesa, nel 1970 consacrò un vescovo e otto sacerdoti. Durante il suo episcopato ordinò settanta sacerdoti, sia sposati che celibi.
Anche in questo periodo i rapporti con il vescovo di Brno Karel Skoupý rimasero tesi. Anche se entrambi cercavano di trovare adeguate forme di dialogo, la diversità di personalità, età e forme di resistenza al regime comunista non permisero l'instaurarsi di un approccio sostanziale.

### Sinodo di Kobeřice e divisioni a causa dell'ordinazione delle donne
Il 25 dicembre del 1970, dopo due anni di preparazione, convocò un sinodo pastorale con al centro dell'attenzione lo sviluppo della Chiesa locale, la condizione delle donne nella Chiesa e la questione del sacerdozio femminile. Fu estremamente convinto del suo diritto di convocare il sinodo sulla base dello studio dei documenti del Concilio Vaticano II terminato cinque anni prima. Il sinodo si tenne nella parrocchia di Kobeřice (a sud est di Brno), e vi presero parte sessanta persone. Ebbe luogo in un'atmosfera molto eccitata. Tre dei vescovi da lui consacrati misero in dubbio il suo diritto di convocare l'assemblea e la sua decisione di ordinare le donne al sacerdozio. Egli li sospese quindi dalle loro funzioni per la violazione dei giuramenti. Stanislav Krátký cercava di conciliare entrambe le parti. Al termine del sinodo le due correnti erano però ancora divise. I votanti erano divisi esattamente a metà tra favorevoli e contrari alla concessione del sacerdozio alle donne. Fu il voto di Davídek a permettere alla parte favorevole di superare quella sfavorevole.
Immediatamente dopo, il 28 dicembre 1970, ordinò diaconessa e poi sacerdotessa la sua più stretta collaboratrice e sua vicaria generale Ludmila Javorová. Negli anni successivi ordinò altre tre donne i cui nomi non vennero resi noti. Era consapevole che l'ordinazione delle donne era conflitto con il Codice di diritto canonico ma ritenne le sue azioni necessarie nella lotta al totalitarismo e per assicurare un'adeguata assistenza spirituale alle donne detenute. Ogni consacrazione era effettuata per una missione specifica. Nelle sue azioni fu influenzato dalla visione filosofica e teologica di Teilhard de Chardin e dai documenti del Concilio Vaticano II. La sua esperienza con la persecuzione comunista inoltre lo indusse ad aspettative pessimistiche e a metodi cospiratori.

### Studi a Bratislava
Negli anni 1970 e 1971 l'ospedale dove lavorava lo mandò a seguire degli studi post laurea sui "Problemi dei sottosistemi di controllo omeostatico all'interno del sistema dell'economia nazionale" alla Facoltà di management dell'Università di Economia di Bratislava. Concluse il corso con un lavoro interdisciplinare di scienze economiche e biologia.

### Comunicazione con Roma
Nel 1972 il vescovo di České Budějovice Josef Hlouch e il suo vicario generale Augustin Malý gli comunicarono che la Congregazione per i vescovi lo aveva sospeso dalle sue funzioni episcopali. Il divieto era probabilmente causato dalla non conoscenza da parte di papa Paolo VI del suo lavoro ed era il risultato delle preoccupazioni suscitate a Roma dal sinodo di Kobeřice. Egli non obbedì però alle imposizioni della Santa Sede. La polizia segreta già dal 1970 sapeva della sua ordinazione episcopale ma riteneva che si trattasse di una falsa notizia.
Nel luglio del 1976 arrivò una missione diplomatica di papa Paolo VI per incontrarsi con lui e informarsi della sua attività religiosa clandestina. L'incontro con Davídek avvenne il 26 agosto a Brno. Probabilmente per paura di divulgazione di determinate informazioni o a causa dei dubbi sull'attività effettivamente svolta, negò di essere stato ordinato vescovo.
In seguito, nel 1977 e nel 1978, cercò di contattare il papa tramite il cardinale polacco Stefan Wyszyński. Dopo l'elezione di papa Giovanni Paolo II funse da intermediario il sacerdote Dušan Spiner. Pur non avendo avuto la necessaria autorizzazione governativa, nel 1979 riuscì a recarsi a Roma.
Tra il 1971 e il 1979 ordinò altri sette vescovi, la maggior parte di loro svolsero il ministero episcopale in pericolo o in carcere.

### Ultimi anni di vita

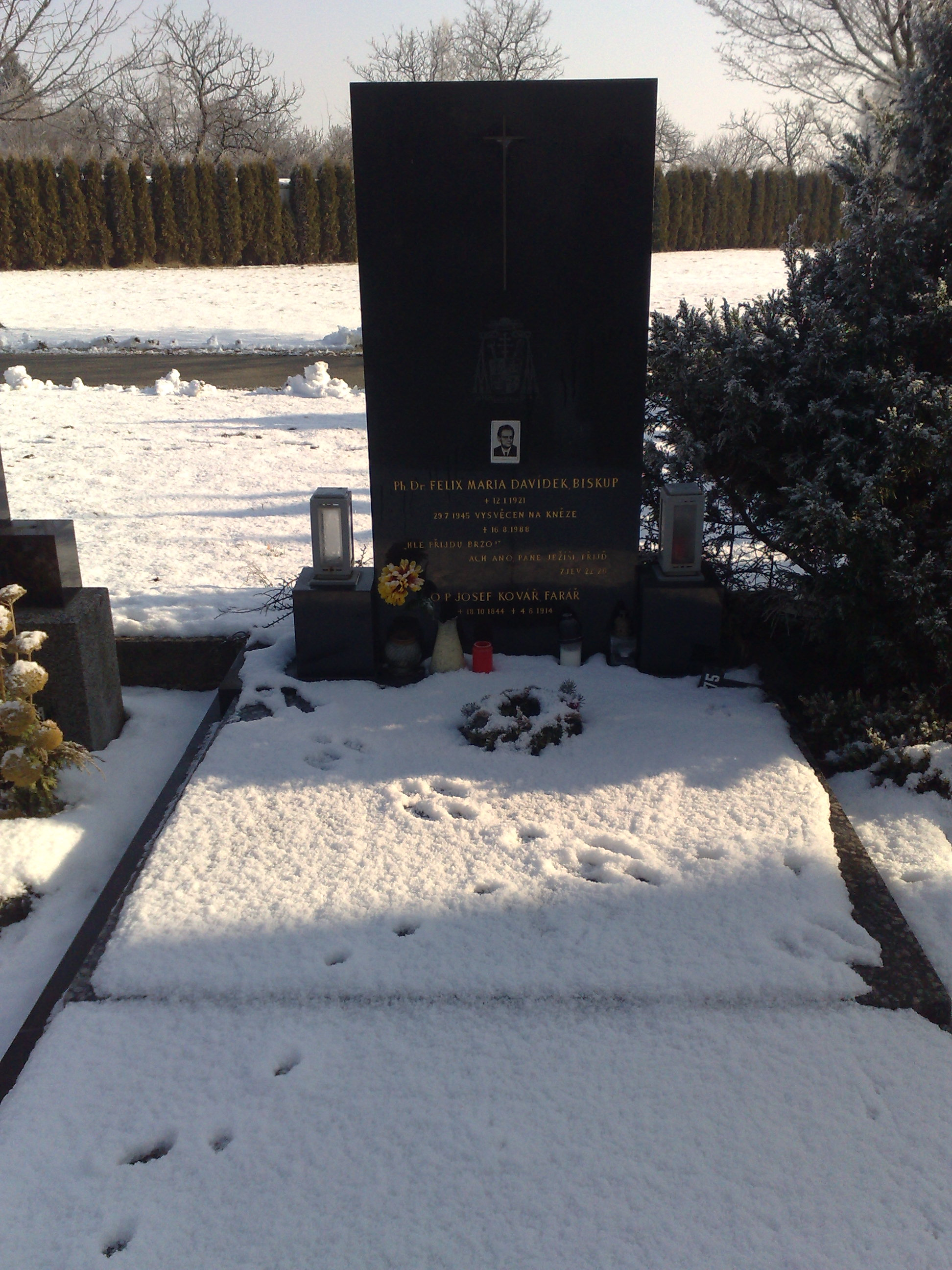
La sua tomba.

Fin dai primi anni '80 la sua salute peggiorò costantemente a causa dalla prigionia e delle conseguenze a lungo termine delle ferite riportate in un incidente d'auto nel 1972. In questo periodo si trasferì definitivamente nella casa natale a Chrlice. Nel dicembre del 1983 cadde dalle scale e riportò gravi ferite alla testa. Da allora fino alla sua morte fu costretto a letto per la maggior parte del tempo. La situazione era aggravata dal dolore per l'incomprensione della gerarchia ecclesiastica ufficiale. Anche in questo periodo cercò di studiare e solo pochi mesi prima della sua morte gli fu permesso di essere visitato di tanto in tanto da un medico. Il 15 agosto 1988 venne ricoverato in ospedale a Brno. Il giorno successivo morì durante un intervento chirurgico al cuore. Fu sepolto in un cimitero di Brno.

### Anni successivi
Dopo la caduta del regime comunista avvenuta nel 1989, la situazione era poco chiara e la comunicazione tra l'episcopato ufficiale e le parti clandestine della Chiesa non furono sempre facili. Nel 1992 la Congregazione per la dottrina della fede mise in dubbio la validità della sua consacrazione e comunicò che sarebbero stati ammessi al servizio ufficiale solo i sacerdoti celibi ordinati da Davídek e che avessero accettato di ripetere la cerimonia di ordinazione. Ai preti sposati venne offerto il diaconato permanente o l'incardinazione in una circoscrizione di rito bizantino che ammette al presbiterato uomini sposati. L'ordinazione delle donne al sacerdozio venne ritenuta invalida. Parte dei membri della Chiesa clandestina non accettò la condizione di ammettere l'invalidità degli atti religiosi compiuti durante la loro attività e si riunirono nella rivista Getsemani. La Santa Sede considerò valida solamente l'ordinazione di Oskar Formánek delle diciassette da lui fatte. In seguito anche Dušan Spiridion Spiner venne sospeso dall'episcopato, mentre Ivan Ljavinec e Ján Eugen Kočiš furono nuovamente ordinati vescovi, rispettivamente nel 1996 e nel 2004.
Nel 1997 gli venne intitolata una strada a Chrlice.

## Genealogia episcopale e successione apostolica
La genealogia episcopale è:
- Cardinale Scipione Rebiba
- Cardinale Giulio Antonio Santori
- Cardinale Girolamo Bernerio, O.P.
- Arcivescovo Galeazzo Sanvitale
- Cardinale Ludovico Ludovisi
- Cardinale Luigi Caetani
- Cardinale Ulderico Carpegna
- Cardinale Paluzzo Paluzzi Altieri degli Albertoni
- Papa Benedetto XIII
- Papa Benedetto XIV
- Papa Clemente XIII
- Cardinale Marcantonio Colonna
- Cardinale Giacinto Sigismondo Gerdil, B.
- Cardinale Giulio Maria della Somaglia
- Cardinale Carlo Odescalchi, S.I.
- Cardinale Costantino Patrizi Naro
- Cardinale Lucido Maria Parocchi
- Papa Pio X
- Papa Benedetto XV
- Papa Pio XII
- Arcivescovo Saverio Ritter
- Cardinale Josef Beran
- Arcivescovo Josef Karel Matocha
- Vescovo Robert Pobožný
- Vescovo Pavol Hnilica, S.I.
- Cardinale Ján Chryzostom Korec, S.I.
- Vescovo Dominik Kaľata, S.I.
- Vescovo Peter Dubovský, S.I.
- Vescovo Jan Blaha
- Vescovo Felix Maria Davídek

La successione apostolica è:
- Ján Eugen Kočiš (1967)[1]
- Ivan Ljavinec (1968)[2]
- Ján Pojer (1968)[3]
- Stanislav Krátký (1968)[3]
- Josef Dvořák (1968)[3]
- Dobroslav Kabelka (1968)[3]
- Martin Hrbča (1970)[3]
- Josef Blahník (1970)[3]
- Jindřich Pešek (1971)[3]
- Oskar Formánek, S.I. (1972)[4]
- Marián Potáš (1972)[3]
- Jiří Krpálek (1973)[3]
- Ivan Klement (1973)[3]
- Václav Razik (1978)[3]
- Dušan Spiridion Spiner[3]
- Josef Hinterhölzl (1984)[3]
- Karel Chytil (1987)[3]